# Оптимістичне блокування (шаблон проєктування)
Оптимістичне блокування (англ. Optimistic Offline Lock) — шаблон проєктування, який запобігає конфлікту між бізнес-транзакціями, що конкурують шляхом їх виявлення та відкату транзакції.

## Опис
Часто бізнес-транзакції вимагають виконання одразу декількох системних транзакцій. Якщо при взаємодії із системою виникає декілька транзакцій, ми більше не можемо покладатися тільки на систему управління базою даних, щоб бути впевненими в тому, що бізнес-транзакція залишить дані в консистентному стані. Цілісність даних знаходиться під загрозою, кожного разу, коли два користувачі працюють із одними і тими ж даними.
Даний шаблон розв'язує цю проблему, перевіряючи завершеність однієї транзакції та відсутність конфліктів з іншою. 
Даний шаблон варто використовувати тоді коли шанси на конфлікт не великі (доступ до одних і тих самих даних різними користувачами відбувається рідко), або ж тоді коли не має суворої вимоги в дотримані консистенції даних.

## Алгоритм
- Клієнт 1 отримує запис під номером 19 із номером версії 1.
- Клієнт 2 отримує той самий запис під номером 19 із номером версії 1.
- Обидва клієнти роблять зміни над одними і тими самими даними.
- Клієнт 2 зберігає свої зміни в сховищі та збільшує номер версії до 2.
- Клієнт 1 намагається зберегти свої зміни. Він перевіряє номер версії свого запису із тим що в сховищі та бачить що вони відрізняються. Клієнт може скасувати транзакцію, або ж перевірити наявність конфлікту між даними та спробувати його вирішити.

## Реалізація
При реалізації нам необхідно до сутності додати номер версії
```
public
 
class
 
User

{

    
public
 
int
 
Id
 
{
 
get
;
 
set
;
 
}

    
public
 
int
 
RevisionNumber
 
{
 
get
;
 
set
;
 
}

    
// як альтернатива номеру версії може бути значення дня останньої зміни

    
// public DateTime UpdatedAt { get; set; }

}

```

Тоді при збережені змін нам варто перевірити чи номер версії нашого запису збігається із тим, що в сховищі.
```
public
 
void
 
Update
(
UserDto
 
userDto
)

{

    
User
 
user
 
=
 
db
.
GetUser
(
userDto
.
UserId
);

    
if
 
(
user
.
RevisionNumber
 
!=
 
userDto
.
RevisionNumber
)

    
{

        
db
.
Rollback
();

        
return
;

    
}

    
db
.
Update
(
userDto
);

}

```